# Ernst Gamillscheg
Ernst Gamillscheg, född 28 oktober 1887, död 18 mars 1971, var en österrikisk romanist.
Gamillscheg var ursprungligen böhmare, studerade vid universiteten i Wien och Paris, och blev professor i romansk filologi i Innsbruck 1915 och i Berlin 1925. 
Förutom Gamillschegs betydande undersökningar i romansk dialektologi och språkgeografi märks hans Etymologisches Wörterbuch der französischen Sprache (1926–1929).